# Ōyodo-gawa
Le fleuve Ōyodo (大淀川, Ōyodo-gawa) est un cours d'eau s'écoulant sur l'île de Kyūshū.
Ce fleuve traverse les communes de Sō, Miyakonojō, Nojiri et Miyazaki. Son débit moyen en 2000 était de 105,86 m3 s−1.

## Bassin fluvial
Le bassin fluvial s'étend sur la préfecture de Miyazaki et sur la préfecture de Kumamoto.
- Préfecture de Kagoshima
  - Sō
- Préfecture de Miyazaki
  - Miyakonojō
  - District de Nishimorokata
    - Nojiri

  - Miyazaki

## Principaux affluents
- Iwase-gawa (岩瀬川)
- Honjō-gawa (本庄川)